# Alexis Dziena
Alexis Gabbriel Dziena (New York, 8 juli 1984) is een Amerikaans televisie- en filmactrice. Ze was in 2002 voor het eerst op televisie te zien tijdens een eenmalige gastrol in de televisieserie Witchblade en kreeg drie jaar later een vaste rol als Kira Underlay in Invasion. In 2003 maakte ze haar filmdebuut, toen ze in vier verschillende titels verscheen.

## Filmografie
- Without Ward (2017)
- Evol (2016)
- Sister (2014)
- Wrong (2012)
- When in Rome (2010)
- Tenderness (2009)
- Nick and Norah's Infinite Playlist (2008)
- Fool's Gold (2008)
- Sex and Breakfast (2007)
- Havoc (2005)
- Pizza (2005)
- Broken Flowers (2005)
- Stone Cold (2005, televisiefilm)
- Strangers with Candy (2005)
- She's Too Young (2004, televisiefilm)
- Rhinoceros Eyes (2003)
- Bringing Rain (2003)
- Mimic: Sentinel (2003)
- Season of Youth (2003)

## Televisieseries
- *Exclusief eenmalige gastrollen
- Entourage - Ashley (2009, acht afleveringen)
- Invasion - Kira Underlay (2005-2006, 21 afleveringen)
- Joan of Arcadia - Bonnie (2005, twee afleveringen)

- Biblioteca Nacional de España: XX4841876
- Bibliothèque nationale de France: cb15084771x (data)
- Gemeinsame Normdatei: 1046043781
- International Standard Name Identifier: 0000 0001 1635 2404
- Library of Congress Control Number: no2006062166
- Système universitaire de documentation: 162451490
- Virtual International Authority File: 47055746
- WorldCat: E39PBJrChMkmDCY6tWkQYrX68C